# Roman Legien

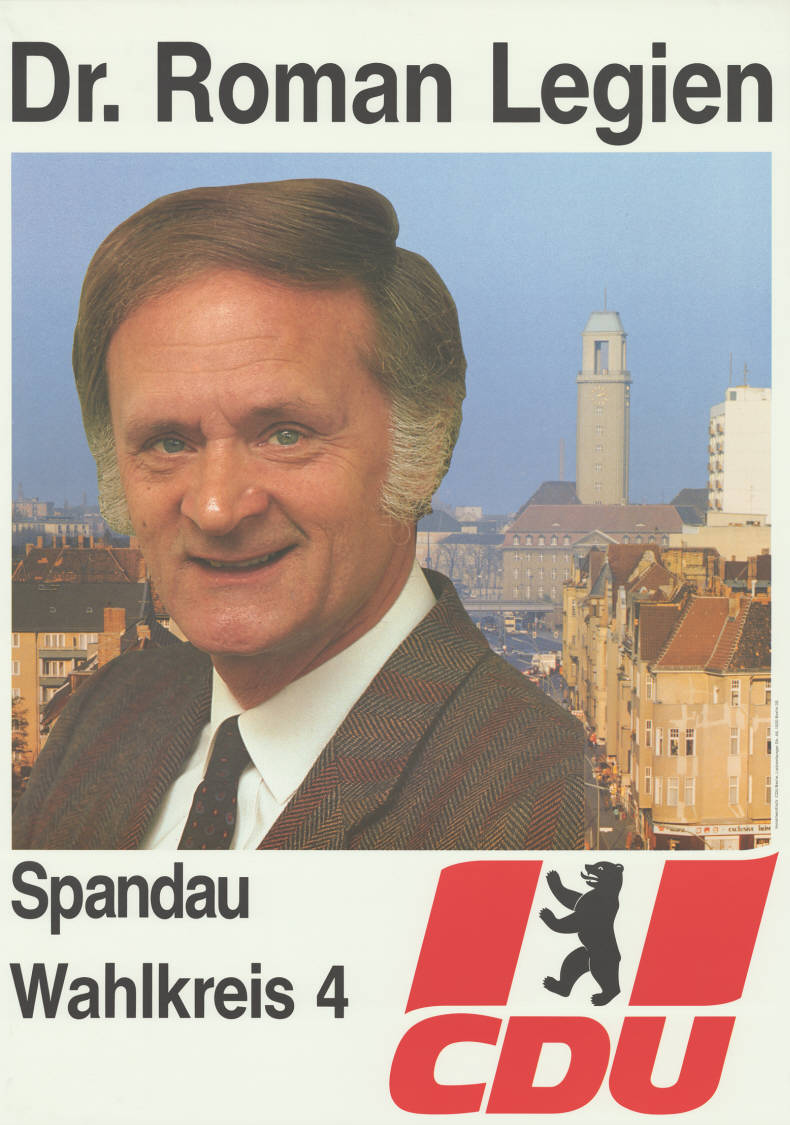
Kandidatenplakat zur Abgeordnetenhauswahl in West-Berlin 1985

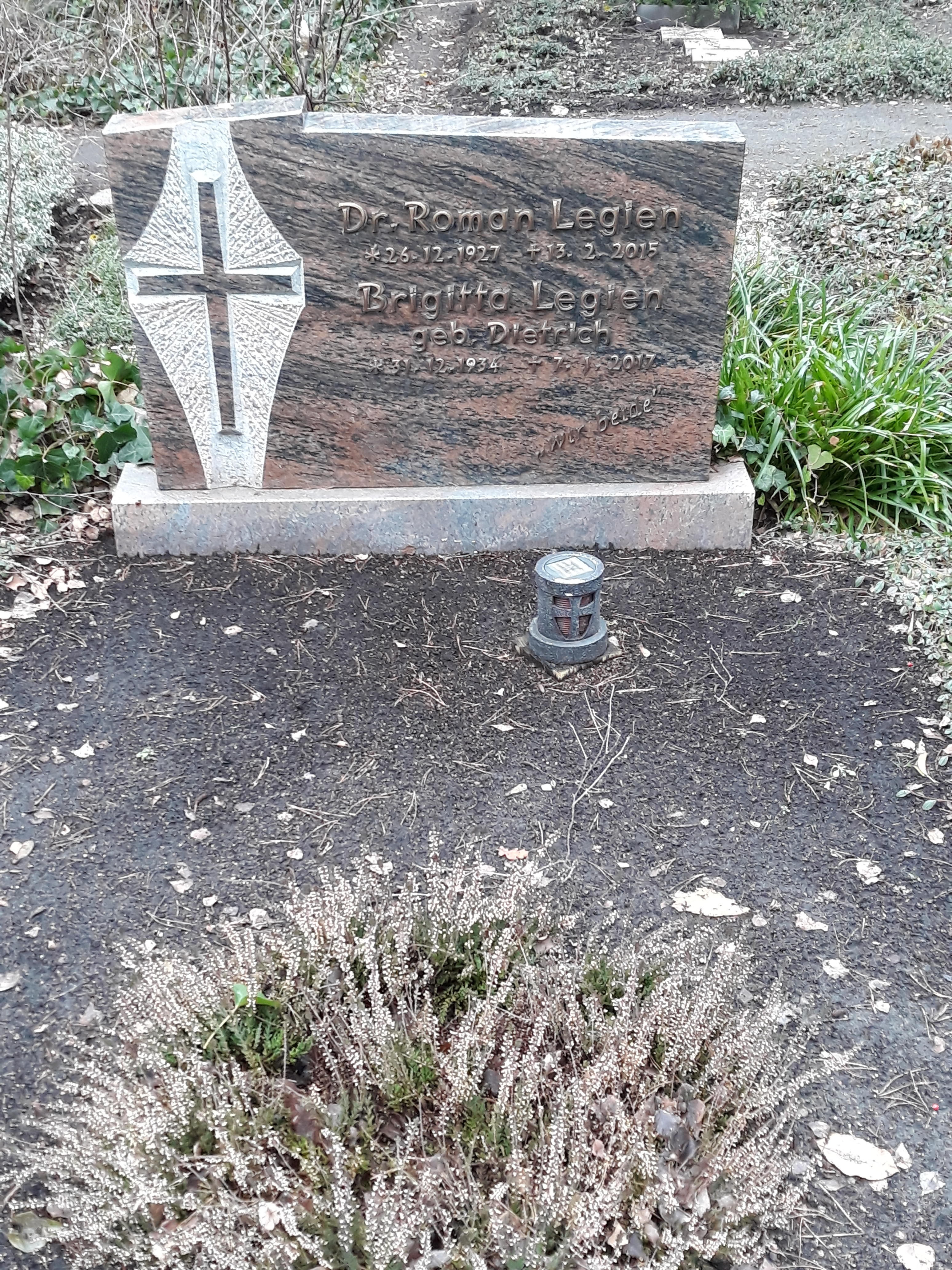
Das Grab von Roman Legien und seiner Ehefrau Brigitta geborene Dietrich auf dem Friedhof Heerstraße in Berlin.

Rudolf Roman Legien (* 26. Dezember 1927 in Danzig; † 13. Februar 2015) war ein deutscher Politiker (CDU).

## Leben
Roman Legien trat 1951 in die CDU ein und war in den 1950er-Jahren Referent des Berliner Bürgermeisters Franz Amrehn und Stellvertretender Leiter des Büros für Gesamtberliner Fragen. In dieser Zeit veröffentlichte er Aufsätze über die Rechtsentwicklung in der DDR und über den Viermächtestatus Berlins. 1961 wurde er Gesundheitsstadtrat in Charlottenburg.
Legien wurde 1971 durch eine CDU-FDP-Koalition zum Bezirksbürgermeister von Charlottenburg gewählt. Nach einer zweiten Amtszeit als Bezirksbürgermeister von 1975 bis 1979 war er zwischen 1981 und 1989 Mitglied des Abgeordnetenhauses von Berlin. Sein Amtsnachfolger im Bezirksamt Charlottenburg war Eckard Lindemann. Als Kämpfer gegen die nach seiner Ansicht verfehlte Ostpolitik Willy Brandts unterstützte Legien in den Jahren 1974 bis 1976 den rechtslastigen Bund Freies Deutschland.
Von 1990 bis 1993 gab er als Lehrbeauftragter an der Universität Potsdam Veranstaltungen über Kommunalpolitik, Medien und die Fusion Berlins mit Brandenburg. In dieser Zeit war er zudem in den Jahren 1990/91 als Berater der Gemeinde Wustermark tätig und von 1992 bis 1993 Mitgeschäftsführer der Güterverkehrszentren-Entwicklungsgesellschaft Brandenburg-Berlin mbH.
Er war seit 1961 mit Brigitta Dietrich verheiratet, hatte drei Töchter und zehn Enkelkinder.
Roman Legien starb am 13. Februar 2015 im Alter von 87 Jahren. Trauerfeier und Beisetzung fanden am 27. Februar 2015 auf dem landeseigenen Friedhof Heerstraße in Berlin-Westend statt.

## Schriften
- Sonderbare Sachen. Ein Gross-Essay. Tykve, Böblingen 1989, ISBN 3-925434-28-3.
- Der rechtliche Status des Sowjetsektors. In: Büro für Gesamtberliner Fragen (Hrsg.): Berlin Sowjetsektor – Die politische, rechtliche, soziale und kulturelle Entwicklung in acht Berliner Verwaltungsbezirken. Colloquium, Berlin 1966.
- Viermächtevereinbarungen über Berlin – Ersatzlösungen für den Status quo? Carl Heymanns, Köln 1961.